# 圣农拉布勒泰什
圣农拉布勒泰什（法語：Saint-Nom-la-Bretèche，法語發音：[sɛ̃ nɔ̃ la bʁətɛʃ] ⓘ）是法国中北部法兰西岛大区伊夫林省的一个市镇，属于圣日耳曼昂莱区。 

## 地理
圣农拉布勒泰什（48°51'35"N, 2°1'16"E）面积11.74 平方千米，位于法国法蘭西島大區伊夫林省，该省份为法国北部内陆省份，北起瓦兹河谷省，西接厄尔省，西南接厄尔-卢瓦省，东南接埃松省，东临上塞纳省。
与圣农拉布勒泰什接壤的市镇（或旧市镇、城区）包括：尚布尔西、沙沃奈、莱唐城、弗什罗勒、努瓦西勒鲁瓦、维勒普勒、圣日耳曼昂莱。

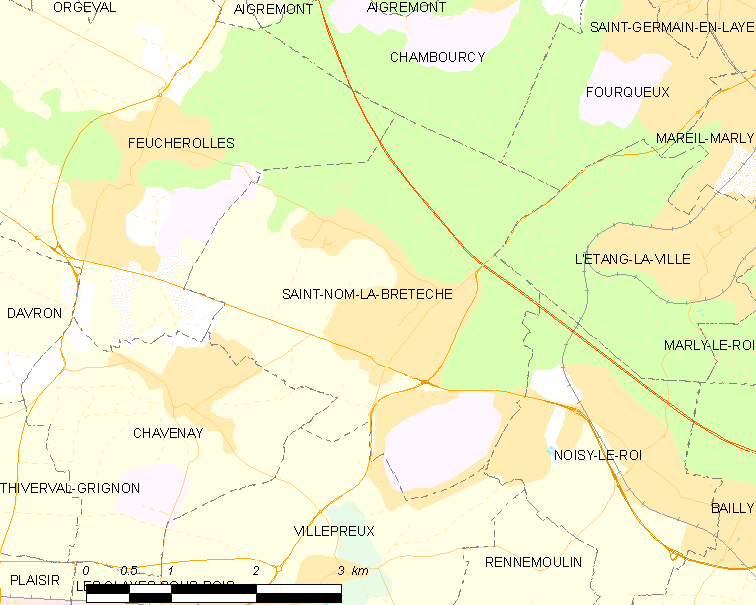
圣农拉布勒泰什的OSM定位图

圣农拉布勒泰什的时区为UTC+01:00、UTC+02:00（夏令时）。

## 行政
圣农拉布勒泰什的邮政编码为78860，INSEE市镇编码为78571。

## 政治
圣农拉布勒泰什所属的省级选区为塞纳河畔维尔讷伊县。

## 人口

1962-2008年间圣农拉布勒泰什人口变化图示

圣农拉布勒泰什于2022年1月1日时的人口数量为4877人。